# Park w Świerklańcu

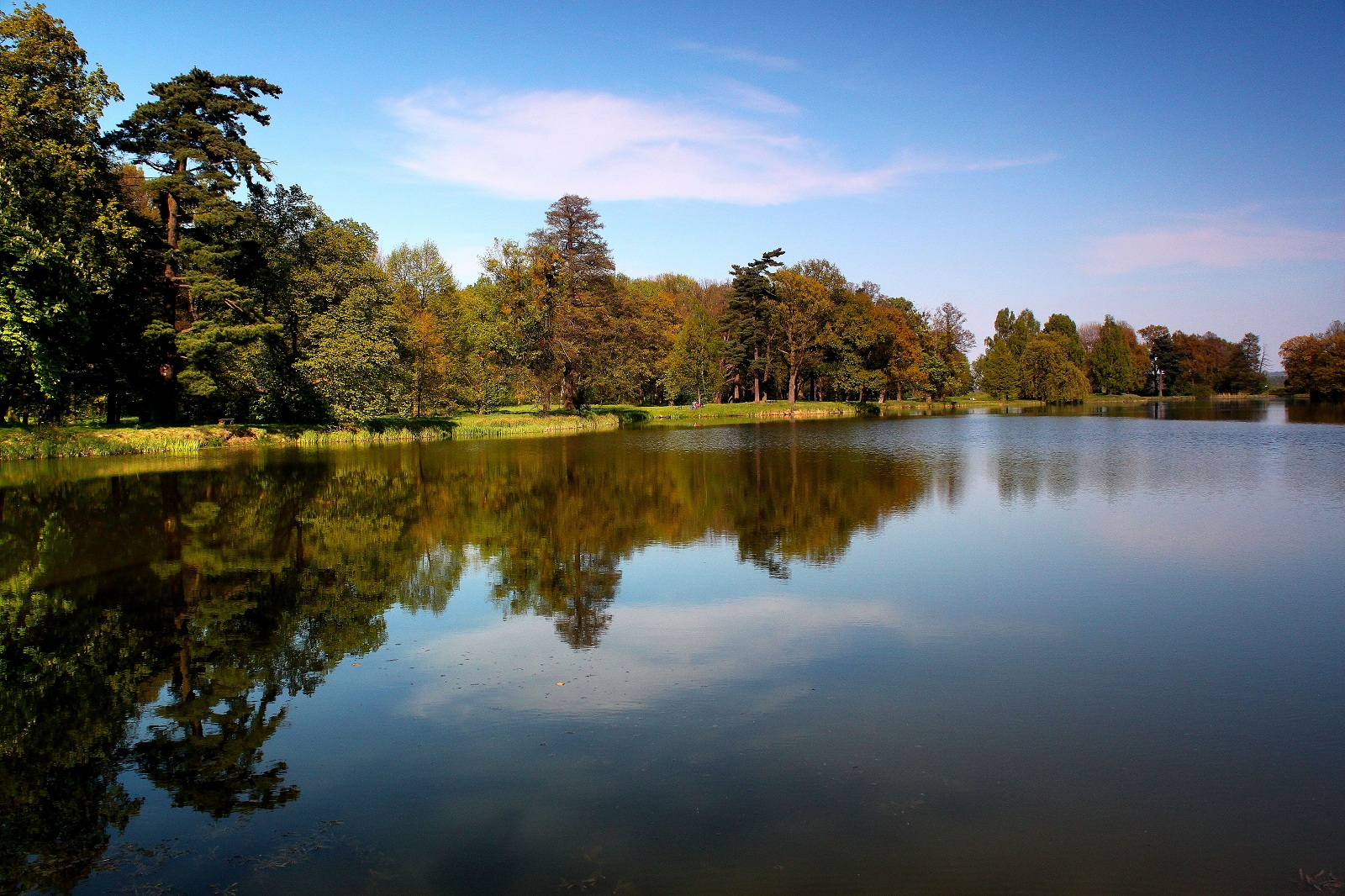
Staw w Parku w Świerklańcu

Plan parku w Świerklańcu: 1. Miejsce, w którym stał pałac Mały Wersal, 2. Pałac Kawalera, 3. Miejsce, w którym stał zamek piastowski, 4. Mauzoleum Donnersmarcków, 5. staw

Park w Świerklańcu – zabytkowy park znajdujący się w Świerklańcu.
Powierzchnia całkowita parku wynosi 180 hektarów. Park został założony w XVIII wieku. Pierwotny park założono już w latach 1670–1680 przez ówczesnych właścicieli z rodu Henckel von Donnersmarck obok istniejącego już wtedy zamku. Park pozostawał w rękach rodu Henckel von Donnersmarck do roku 1945. Na jego terenie znajdował się pałac „Mały Wersal”, który został zniszczony w 1945 roku.

## Atrakcje

### Pałac Kawalera
Pałac Kawalera wybudowany w latach 1903–1906 w stylu francuskiego neobaroku w Świerklańcu, wpisany do rejestru zabytków nieruchomych województwa śląskiego.

### Kościół Dobrego Pasterza
Zabytkowy kościół parkowy, zaprojektowany przez Juliusa Carla Raschdorffa, a wybudowany w latach 1896–1897. Dawniej ewangelicki, dziś kościół filialny parafii rzymskokatolickiej Chrystusa Króla w Świerklańcu. Obok kościoła znajduje się mauzoleum książąt Henckel von Donnersmarck. W niedzielę świątynia jest miejscem mszy świętej.

### Jezioro świerklanieckie (zbiornik Kozłowa Góra)
W zachodniej części parku znajduje się Jezioro Świerklanieckie. Jego powierzchnia wynosi około 588 ha, a całkowita pojemność 15,8 mln metrów sześciennych, głębokość waha się od 1, 5 m do 4, 5 m – jedynie przy tamie jest nieco głębiej – około 5,8 metra. Dno jest dość muliste, zastało sporo na nim zatopionych przed wojną drzew (karczy), pęd wody jest słaby, brzegi zbiornika łagodnie opadają. W latach 1948–1951 dokonano adaptacji zbiornika dla celów wodociągowych. Oprócz pięknych panoram nad jeziorem można obserwować również wiele różnych gatunków ptaków, przez co zbiornik stał się ich ostoją o znaczeniu krajowym.

### Fontanna i Rzeźby Frémieta
Rzeźby znajdują się przy dwóch bocznych basenach i przedstawiają walczące ze sobą zwierzęta: jeleń i niedźwiedź, pelikan i ryba, koń i lwica, struś i wąż. Natomiast fontanna znajduje się pośrodku głównego basenu i przedstawia trzy gracje trzymające kulę ziemską. Autorem jest Emanuel Frémiet, francuski rzeźbiarz.